# Death in Vegas
Death in Vegas ist eine 1994 in London (Großbritannien) gegründete britische Band, deren Sound Elemente aus Pop, Psychedelic Rock, Big Beat und Dub beinhaltet.

## Bandgeschichte
Death in Vegas wurde 1994 von Richard Fearless und Steve Helier unter dem Namen Dead Elvis gegründet und erhielt kurz darauf einen Plattenvertrag bei Concrete Records. Wegen Vorbehalten der Erben von Elvis Presley waren sie gezwungen, die Band in Death in Vegas umzubenennen; allerdings wurde Dead Elvis der Name ihres 1997 erschienenen Debütalbums. Die Stücke auf diesem Album waren massiv durch Dub, Techno und teilweise auch Big Beat und Trip-Hop beeinflusst. Steve Helier verließ die Band kurz nach Veröffentlichung des Albums und wurde durch Tim Holmes ersetzt, der an der Produktion von Dead Elvis bereits beteiligt war.
1999 erschien das Album The Contino Sessions, auf dem vermehrt reale Instrumente und erstmals Gastsänger zum Einsatz kamen. So traten auf diesem Album Dot Allison, Iggy Pop, Bobby Gillespie (Primal Scream) und Jim Reid (The Jesus and Mary Chain) auf. Der Sound war nun stärker durch Rock beeinflusst; elektronische Elemente waren aber weiterhin deutlich vorhanden. Durch den Erfolg des Liedes Dirge, welches in einem Werbespot der Firma Levi′s benutzt wurde, wurde die Band einer größeren Öffentlichkeit bekannt. Im Jahr 2000 wurden Death in Vegas für den Mercury Music Prize nominiert.
Das Album Scorpio Rising erschien im Juni 2003 und markierte eine teilweise Rückkehr der Band zu ihren elektronischen Wurzeln. Der Albumtitel ist inspiriert von dem gleichnamigen Film von Kenneth Anger. Wie beim Vorgängeralbum The Contino Sessions kamen jedoch auch reale Instrumente und wiederum Gastsänger wie Liam Gallagher, Paul Weller und Hope Sandoval zum Einsatz. Der Song Girls war auch auf dem Soundtrack zum Film Lost in Translation zu finden. Scorpio Rising war das letzte Album für das Label Concrete Records, von dem sich Death in Vegas nach zehn Jahren trennten.
Nachdem sie ihr eigenes Label Drone Records gegründet hatten, erschien, nach einem Beitrag für die Remix-Reihe Back to Mine, ihr viertes Album Satan′s Circus. Im Gegensatz zu den beiden vorherigen Alben kamen hier keinerlei Gastsänger vor; die Musik hatte nun auch wieder einen deutlich elektronischeren Einschlag, der teilweise an Kraftwerk erinnert. Satan′s Circus erschien auch als Sonderausgabe mit einer zusätzlichen Live-CD, die auf der Scorpio Rising-Tour in der Brixton Academy in London aufgenommen wurde.

## Diskografie

### Alben
| Jahr | Titel                | Höchstplatzierung, Gesamtwochen, AuszeichnungChartsChartplatzierungen (Jahr, Titel, Platzierungen, Wochen, Auszeichnungen, Anmerkungen) | Anmerkungen |
| Jahr | Titel                | UK | Anmerkungen |
| ---- | -------------------- | --- | ----------- |
| 1997 | Dead Elvis           | UK52 Silber · (1 Wo.)UK |             |
| 1999 | The Contino Sessions | UK19 Gold · (22 Wo.)UK |             |
| 2003 | Scorpio Rising       | UK19 Silber · (4 Wo.)UK |             |
| 2011 | Trans-Love Energies  | UK57 (1 Wo.)UK |             |

Weitere Alben
- 2004: Back to Mine
- 2004: Satan′s Circus
- 2005: Milk It
- 2007: Best Of Death in Vegas
- 2016: Transmission

### Kompilationen
- 2004: Back to Mine Vol. 16
- 2005: Milk It: The Best of Death in Vegas
- 2005: FabricLive.23
- 2007: The Best of Death in Vegas

### Singles
| Jahr | Titel Album                           | Höchstplatzierung, Gesamtwochen, AuszeichnungChartsChartplatzierungen (Jahr, Titel, Album, Platzierungen, Wochen, Auszeichnungen, Anmerkungen) | Anmerkungen          |
| Jahr | Titel Album                           | UK | Anmerkungen          |
| ---- | ------------------------------------- | --- | -------------------- |
| 1996 | Dirt Dead Elvis                       | UK79 (1 Wo.)UK |                      |
| 1996 | Rocco Dead Elvis                      | UK51 (3 Wo.)UK |                      |
| 1997 | Rekkit Dead Elvis                     | UK91 (1 Wo.)UK |                      |
| 1997 | Twist And Crawl Dead Elvis            | UK81 (1 Wo.)UK |                      |
| 1997 | Dirt (Slayer mix) Dead Elvis          | UK61 (1 Wo.)UK |                      |
| 2000 | Aisha The Contino Sessions            | UK9 (5 Wo.)UK | feat. Iggy Pop       |
| 2000 | Dirge (Slam mix) The Contino Sessions | UK24 (3 Wo.)UK | feat. Dot Allison    |
| 2002 | Hands Around My Throat Scorpio Rising | UK36 (2 Wo.)UK | feat. Nicola Kuperus |
| 2002 | Scorpio Rising                        | UK14 (8 Wo.)UK | feat. Liam Gallagher |

Weitere Singles
- 1999: Dirge (feat. Dot Allison)
- 1999: Neptune City
- 2000: One More Time (feat. Bobby Gillespie)
- 2016: You Disco I Freak (feat. Sasha Grey)
- 2018: Honey (feat. Sasha Grey)